# Орєхово (Багратіоновський район)
Орє́хово (рос. Орехово) — селище Багратіоновського району, Калінінградської області Росії. Входить до складу Гвардійського сільського поселення.
Населення — 177 осіб (2015 рік).